# 与座岳陸軍補助施設
与座岳陸軍補助施設（よざだけりくぐんほじょしせつ、英語: Yozadake Army Annex）は、沖縄県糸満市と八重瀬町にあったアメリカ軍ナイキ・ハーキュリーズのミサイルサイト。サイトAは陸上自衛隊「八重瀬分屯地」に移管され、また南側のサイトBは1974年に返還された。

## 概要
同地は琉球石灰岩台地の八重瀬岳の頂上北側に位置する。1945年の沖縄戦では日本軍の最終防衛線として激戦地となった。1950年代、アメリカとソ連の核開発が激化するなかで、米軍占領下の沖縄の米軍基地への核兵器配備が急速に進められた。与座岳陸軍第一補助施設（「与座岳サイト」）にはホークミサイルが、また与座岳陸軍第二補助施設（「与座岳陸軍補助施設」）にはナイキ・ハーキュリーズが配備された。
1971年に日米が合意した沖縄返還協定了解覚書A表で、与座岳陸軍第一補助施設は「与座岳サイト」に、また与座岳陸軍第二補助施設は「与座岳陸軍補助施設」に改称され、継続使用の米軍基地として提供された。
八重瀬岳の頂上部分に位置する与座岳陸軍補助施設サイトAには、ナイキの管理施設として大型レーダーや事務所、兵舎が置かれ、南端の南部弾薬庫西側に位置する与座岳陸軍補助施設サイトBには、ナイキのミサイル発射施設と関連施設が配置された。
- 名称: 与座岳陸軍第二補助施設（Yozadake Army Annex No. 2）
- 改称: 与座岳陸軍補助施設（Yozadake Army Annex）
  - サイトA（八重瀬町側）: 管理施設とレーダー
  - サイトB（糸満市側）: ミサイルランチャー
- 場所: 糸満市、東風平村、具志頭村
- 面積: 約258,900㎡[2]

|         | 旧称                  | 改称               | 備考                        | 備考                        |
| FAC6273 | 与座岳第1陸軍補助施設 | 与座岳サイト       | B表: 陸上自衛隊南与座分屯地 | B表: 陸上自衛隊南与座分屯地 |
| FAC6074 | 与座岳第2陸軍補助施設 | 与座岳陸軍補助施設 | サイトA                     | B表: 陸上自衛隊八重瀬分屯地 |
| FAC6074 | 与座岳第2陸軍補助施設 | 与座岳陸軍補助施設 | サイトB                     | 1974年9月30日返還           |

## 歴史
1957年6月、アメリカ陸軍がナイキ・ハーキュリーズのミサイルサイトとして同地を接収、アメリカ陸軍第30防空砲兵旅団が「与座岳第二陸軍補助施設」として使用。
1969年頃、ニクソン・ドクトリンに基づく米軍基地の再編統合後、ナイキ施設が遊休化する。

1972年5月15日、沖縄返還協定了解覚書B表により、サイトＡが「陸上自衛隊与座分屯地（2006年1月6日、八重瀬分屯地に名称変更）」として自衛隊に移管される。サイトＢは「与座岳陸軍補助施設」として継続して提供される。施設の使用目的は「倉庫」であった。サイトAのナイキミサイルサイトを自衛隊に提供し、遊休化した他の3か所のナイキ施設を「倉庫」として引き続きアメリカ軍に提供することは、日米が合意した「核抜き本土並み」のモットーにそぐわないと疑問の声があげられた。
1974年9月30日に、サイトBが全返還される。返還地は果樹園などの農業用地や採石場として利用される。

## 参照項目
- 沖縄の米軍基地 > 与座岳・八重瀬岳の米軍基地
- 陸上自衛隊 > 八重瀬分屯地

### 与座岳・八重瀬岳の米軍基地
| FAC6272 | 与座岳航空通信施設 | 与座岳航空通信施設    | B表: 航空自衛隊与座岳分屯基地 C表 |
| FAC6273 | 与座岳サイト       | 与座岳第1陸軍補助施設 | B表: 陸上自衛隊南与座分屯地       |
| FAC6074 | 与座岳陸軍補助施設 | 与座岳第2陸軍補助施設 | B表: 陸上自衛隊八重瀬分屯地       |
| FAC6075 | 南部弾薬庫         | 南部弾薬庫            |                                   |